# Dima Abdallah
Pour les articles homonymes, voir Abdallah.
Dima Abdallah, née le 21 octobre 1977 à Khiam (Liban), est une écrivaine franco-libanaise.

## Biographie

### Jeunesse et formation
Dima Abdallah est née le 21 octobre 1977 à Khiam au sud du Liban. Elle est la fille de la romancière Hoda Barakat et du poète Mohammed Abdallah.
Elle arrive à Paris en 1989, à l'âge de 12 ans. Elle obtient la nationalité française dix ans plus tard, en 1999.
Après des études en histoire de l’art, elle entreprend des études d’archéologie et se spécialise dans l’Antiquité tardive.

### Écrivaine
Elle publie en 2020 son premier roman, Mauvaises Herbes, un ouvrage abordant les thèmes de l’exil et de la famille. Elle y raconte une histoire d'amour entre une fille et son père, l'enfance bouleversée par la guerre du Liban et l'exil en France. Elle reçoit pour cet ouvrage le prix France-Liban 2020.
Le 8 août 2020, elle publie une tribune au Monde à la suite des explosions au port de Beyrouth.
En 2022, elle publie un second roman, Bleu nuit : elle y raconte l'histoire d'un homme, étouffé par ses fantômes, qui décide de tout quitter et mène une vie d’errance dans Paris
,
,
. Le roman obtient le prix Frontières Leonora Miano en 2023 et est sélectionné pour le Prix de la porte dorée.

## Ouvrages
- Mauvaises herbes, Sabine Wespieser éditeur, 2020, 236 p. (ISBN 978-2-84805-360-8).
- Bleu nuit, Sabine Wespieser éditeur, 2022, 228 p. (ISBN 978-2-84805-433-9).
- D'une rive l'autre, Sabine Wespieser éditeur, 2025, 232 p. (ISBN 978-2-84805-555-8)

## Prix et distinctions
- 2020 : Prix France-Liban 2020 pour Mauvaises herbes.
- 2023 : Prix Frontières Leonora Miano pour Bleu nuit.